# Nõo
Nõo è un comune rurale dell'Estonia meridionale, nella contea di Tartumaa. Il centro amministrativo è l'omonimo borgo (in estone alevik).

## Località
Oltre al capoluogo, il comune comprende un altro borgo, Tõravere, e 20 località (in estone küla):
Aiamaa - Altmäe - Etsaste - Enno - Illi - Järiste - Kääni - Keeri - Ketneri - Kolga - Laguja - Luke - Meeri - Nõgiaru - Sassi - Tamsa - Unipiha - Uuta - Vissi - Voika